# آدام پاولیکوفسکی
آدام پاولیکوفسکی (لهستانی: Adam Pawlikowski؛ ۲۱ نوامبر ۱۹۲۵ – ۱۷ ژانویهٔ ۱۹۷۶) بازیگر، آهنگساز، و روزنامه‌نگار اهل لهستان بود.
از فیلم‌هایی که وی در آن نقش داشته‌است، می‌توان به دارکوب، مجروح در جنگل، چهل‌ساله، قماری بالاتر از زندگی، لوتنا، خاکستر و الماس، کانال، فندق‌شکن، دست‌نوشته ساراگوسا و بدشانسی اشاره کرد.